# Drak sa vracia
Drak sa vracia je film slovenského režiséra Eduarda Grečnera z roku 1967. V Dějinách slovenské kinematografie je definován jako „příběh o lásce, nenávisti a hledání cesty z osamělosti“. Grečner však nebyl prvním autorem, který se pokusil novelu Dobroslava Chrobáka adaptovat na filmové plátno.

## Děj
Dílo začíná čekáním Evy Hajnákovie na svého manžela Šimona Jariabka. Zatímco doma čeká, vzpomíná na minulost, ve které milovala Draka. Ten byl však obyvateli vesnice vyštvaný a Eva se provdala za Šimona. Právě její manžel ji vytrhne ze vzpomínání. Oznamuje jí, že se Drak vrací do vesnice. S jeho návratem nastává ve vesnici velký zmatek. Zanedlouho se zjistí, že v horách nad vesnicí, kde se pase stádo krav, vypukl požár. Hledá se dobrovolník, který by stádo zachránil. Drak to vidí jako možnost si očistit jméno u vesničanů a přihlásí se. Rychtář souhlasí, ale posílá s ním i Šimona Jariabka. Podaří se jim dobytek zachránit. Drak se smíří s vesničany a odpouští jim. V konečném důsledku získají Drak i Šimon lásku. Drak si přivedl milou z hor a Šimon konečně získal lásku manželky Evy. Na závěr se dozvídáme že celý příběh vyprávěla Eva svému vnukovi a ve vzpomínkách se vracela do bývalých časů. 

## Obsazení
| Radovan Lukavský   | Martin Lepiš přezdívaný Drak |
| Gustáv Valach      | Šimon Jariabek               |
| Emília Vášáryová   | Eva, Šimonova žena           |
| Viliam Polónyi     | rychtář                      |
| Jela Bučková       | Zoška                        |
| Jozef Čierny       | Čierny                       |
| Pavol Chrobák      | Mlčúch                       |
| Mikuláš Ladižinský | Vrtich                       |